# Ankylopteryx nonelli
Ankylopteryx nonelli är en insektsart som beskrevs av Navás 1913. Ankylopteryx nonelli ingår i släktet Ankylopteryx och familjen guldögonsländor. Inga underarter finns listade i Catalogue of Life.